# Cascade Charlemagne
La cascade Charlemagne est une chute d'eau du massif des Vosges située sur la commune de Xonrupt-Longemer. Elle est constituée de plusieurs petites chutes successives.

## Géographie

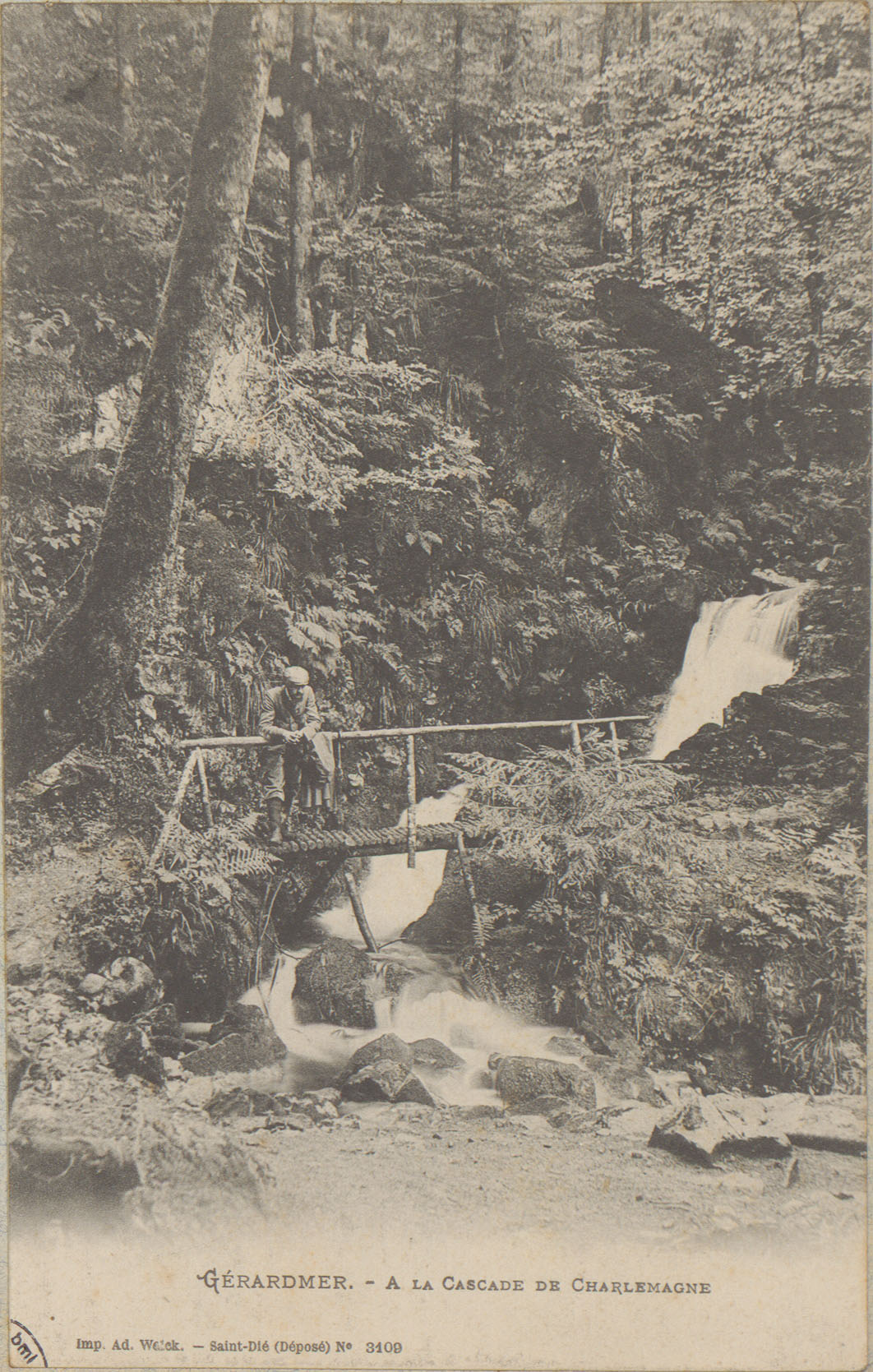
Carte postale ancienne de la cascade Charlemagne.

La cascade Charlemagne est située sur le cours de la Vologne, à environ 500 ou 600 mètres en amont du lac de Retournemer, sur la commune de Xonrupt-Longemer.

## Toponymie
La cascade tient son nom de Charlemagne qui, selon la légende, s'y serait désaltéré en 806 alors qu'il traversait le massif des Vosges pour se rendre en Alsace.